# Amethyst-Schwingel
Der Amethyst-Schwingel (Festuca amethystina) ist eine Pflanzenart aus der Gattung Schwingel (Festuca) innerhalb der Familie der Süßgräser (Poaceae).

## Beschreibung

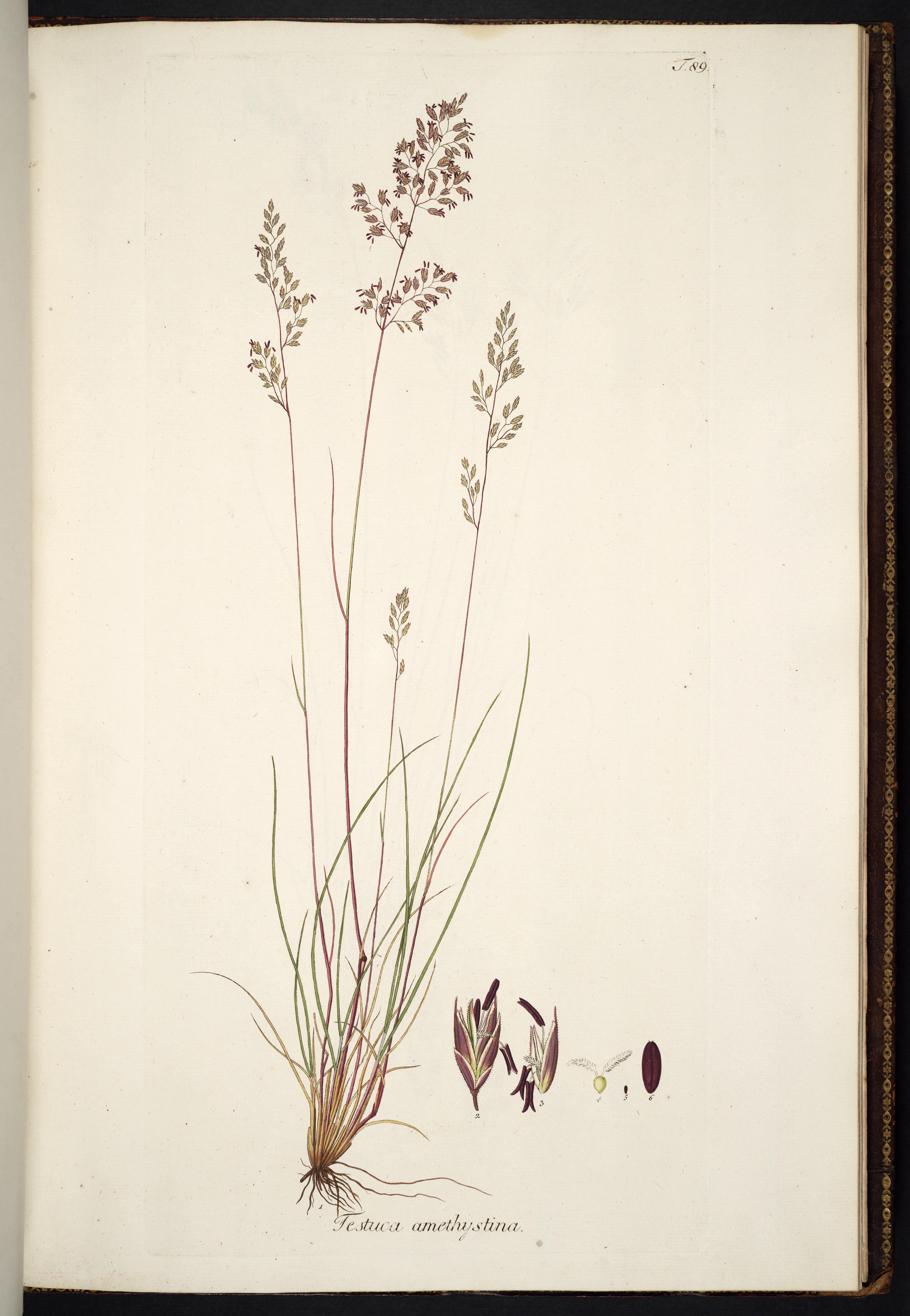
Illustration

### Vegetative Merkmale
Der Amethyst-Schwingel ist eine ausdauernde, krautige Pflanze, die Wuchshöhen von 50 bis 120 Zentimetern erreicht. Er bildet einen Horst, aber keine Ausläufer.
Die wechselständig am Halm angeordneten Laubblätter sind in Blattscheide und -spreite gegliedert. Die Blattspreiten sind fast haarförmig; sie sind bei den Erneuerungssprossen 10 bis 35 Zentimeter lang, bei den Halmblättern 2 bis 8 Zentimeter lang. Ihr Durchmesser ist 0,4 bis 0,6 Millimeter. Die Blattscheiden sind in der unteren Hälfte oder den unteren zwei Dritteln der Pflanze geschlossen. Sie weisen eine tiefe Längsfurche auf. Die untersten Blattscheiden sind oftmals rötlichviolett. Die Ligula ist ein 0,1 bis 0,3 Millimeter langer, am oberen Ende bewimperter häutiger Saum.

### Generative Merkmale
Die Blütezeit reicht von Mai bis Juni. Der rispige Blütenstand ist schmal und 7 bis 22 Zentimeter lang, dicht und im oberen Teil oft etwas überhängend. Die Ährchen sind 6 bis 10 Millimeter lang und enthalten drei bis sieben Blütchen. Die untere Hüllspelze ist einnervig und 2,5 bis 3,5 Millimeter lang; die obere ist dreinervig und 3 bis 5 Millimeter lang. Die Deckspelzen sind fünfnervig und 4,5 bis 6 Millimeter lang, grannenspitzig oder selten mit einer 1 Millimeter langen Granne. Die Vorspelzen sind zweinervig und 4 bis 5,5 Millimeter lang. Die Staubbeutel sind 2,2 bis 3,5 Millimeter lang.
Die Chromosomenzahl beträgt 2n = 14.

## Vorkommen
Das Verbreitungsgebiet des Amethyst-Schwingels reicht von Mittel- und Südosteuropa bis zur nordöstlichen Türkei.
Er steigt in Liechtenstein am südwestlichen Plasteikopf und am Falknis bis zu einer Höhenlage von 2100 Meter auf. Er gedeiht auf mäßig trockenem, basenreichen, milden bis mäßig sauren, humosen, oft tonigen Stein- oder Kiesböden in sonnigen Kiefern-Steppenwäldern, im Kieferngebüsch, an Waldrändern und in Schotterauen. Er ist in Mitteleuropa eine Charakterart der Verbands Erico-Pinion, kommt aber auch in Pflanzengesellschaften der Verbände Mesobromion oder Caricion ferrugineae vor.
Die ökologischen Zeigerwerte nach Landolt et al. 2010 sind in der Schweiz: Feuchtezahl F = 3w (frisch aber mäßig wechselnd), Lichtzahl L = 3 (halbschattig), Reaktionszahl R = 4 (neutral bis basisch), Temperaturzahl T = 3+ (unter-montan und ober-kollin), Nährstoffzahl N = 2 (nährstoffarm), Kontinentalitätszahl K = 4 (subkontinental).

## Systematik und Verbreitung
Die Erstveröffentlichung von Festuca amethystina erfolgte 1753 durch Carl von Linné in Species Plantarum, Tomus I, Seite 4.
Je nach Autor gibt es bei Festuca amethystina mehrere Unterarten:
- Festuca amethystina L. subsp. amethystina: Sie kommt in Deutschland, Österreich, in der Schweiz, in Italien, in der Slowakei, in Tschechien, Polen, Ungarn, Rumänien, in der Ukraine und im früheren Jugoslawien vor. In Frankreich ist die Ursprünglichkeit zweifelhaft.[5]
- Festuca amethystina subsp. kummeri (Beck) Markgr.-Dann.: Sie kommt in den Niederlanden, in Tschechien, Slowenien, Kroatien, Serbien, Kosovo, Montenegro, Albanien, Griechenland und in Bulgarien vor.[5]
- Festuca amethystina subsp. orientalis Krajina: Sie kommt in Serbien, in Rumänien und in der Ukraine vor.[5]
- Festuca amethystina subsp. ritschlii (Hack.) Markgr.-Dann.: Sie kommt in Deutschland, in Polen, in der Slowakei und in der Ukraine vor.[5]

## Nutzung
Der Amethyst-Schwingel wird selten als Zierpflanze für Heidegärten genutzt.